# マーク・テシェイラ
- マーク・タシアラ
- マーク・タシェアラ
- マーク・タシェアッラ
- マーク・テシェーラ
- マーク・ティシェイラ
- マーク・テイシェイラ

マーク・チャールズ・テシェイラ（Mark Charles Teixeira, 英語発音：/mɑrk t͡ʃɑrlz təˈʃɛrə/；1980年4月11日 - ）は、アメリカ合衆国メリーランド州アナポリス出身の元プロ野球選手（一塁手）。右投両打。愛称はテックス。

## 経歴

### プロ入り前
メリーランド州セバーナパークで育ったテシェイラは、ボルチモア・オリオールズのファンである一方、ニューヨーク・ヤンキースのドン・マッティングリーにも憧れていた。en:Mount Saint Joseph Highshcoolへ進学したテシェイラは、本塁打・打点・得点で州の高校生通算記録を塗り替える活躍を見せる。これに対しボストン・レッドソックスが、1998年のドラフト前にテシェイラに契約金150万ドルという条件を提示したが、交渉が合意に至らなかったうえレッドソックスがこの交渉に関する情報を外部に漏らしたため、テシェイラはレッドソックスを信用しなくなった。結局そのドラフトではレッドソックスが9巡目（全体265位）でテシェイラを指名したが、入団せずにジョージア工科大学に進学。
大学では3年次までに140試合で打率.409、36本塁打、165打点の活躍。

### プロ入りとレンジャーズ時代
2001年のMLbドラフトでテキサス・レンジャーズからドラフト1巡目（全体5位）指名を受ける。交渉の末、史上4位（当時）の高額となる契約金450万ドルを含む4年総額950万ドルのメジャー契約で入団した。
2002年のスプリングトレーニングでファウルフライを捕球しようとして左肘の腱を痛め、シーズン開幕を故障者リスト入りした状態で迎える。故障が癒えた6月1日、Adv-A級シャーロットで三塁手としてプロ初出場。さっそく同月のフロリダ・ステートリーグ月間MVPに選出される。初出場から7月途中まで38試合の出場で打率.320、9本塁打、41打点、OPS1.004を記録し、AA級タルサに昇格。AA級では48試合で打率.316、10本塁打、28打点、OPS1.006という成績を残す。この年の『ベースボール・アメリカ』による有望株ランキングでは球界全体で10位だったテシェイラだが、続く2003年には1位となる。

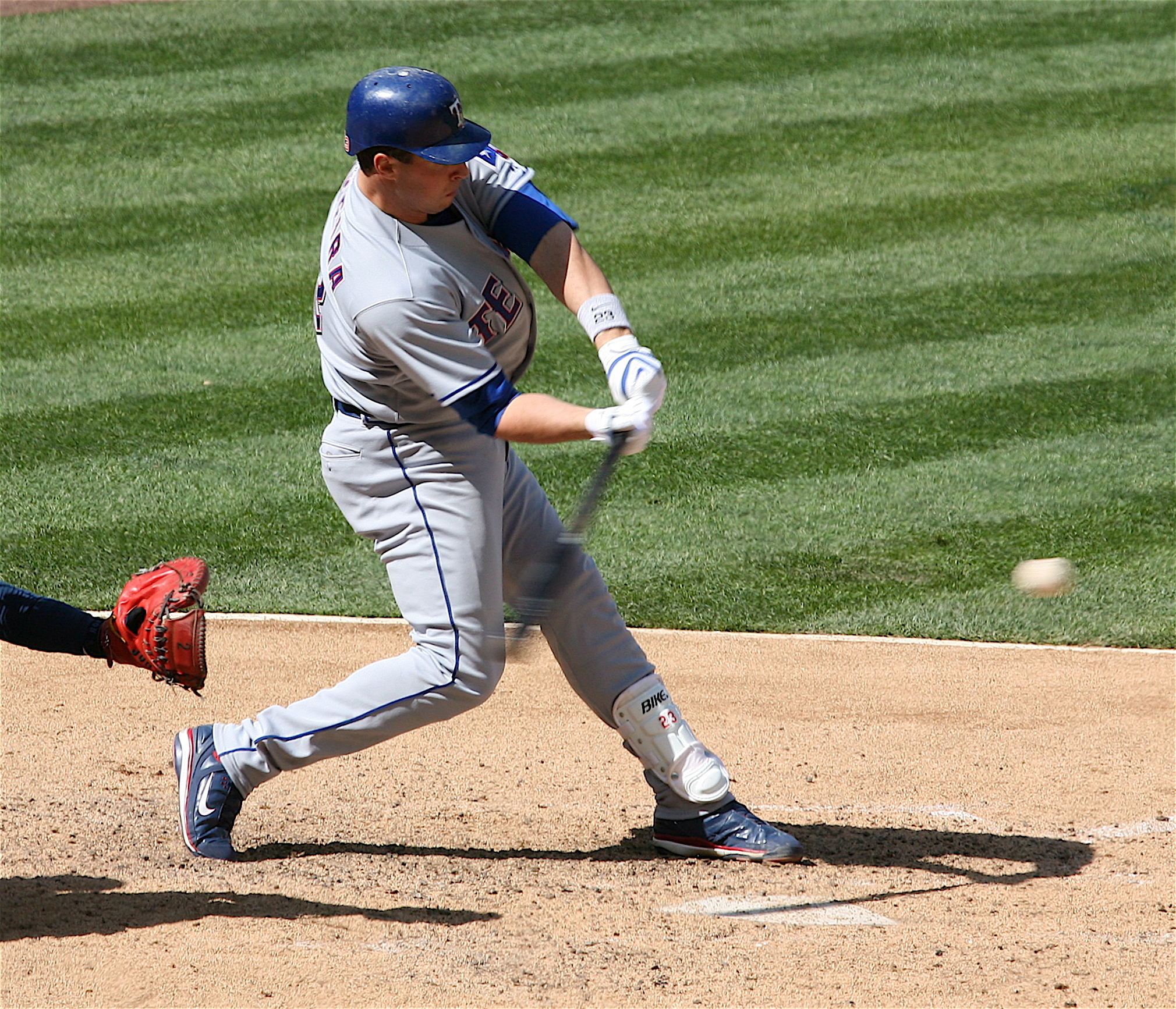
レンジャーズ時代のテシェイラ（2007年）

2003年、テシェイラはAAA級オクラホマを飛び越えてメジャーに昇格してシーズン開幕を迎え、4月1日のエンゼルス戦に「6番・指名打者」として先発出場してメジャーデビューを果たす。翌2日の試合は三塁手として出場し、その後も一塁手や左翼手などを転々とするが三塁守備が不安定だったため次第に一塁に定着する。この年、三塁手としては15試合の出場で7失策、守備率.811と脆さを露呈したのに対し、一塁手としては116試合で4失策、守備率.996と安定していた。一方の打撃面では、最初の32試合で2本塁打と苦しんだが、その後は慣れたのか114試合で24本塁打を放ち、最終的にはこの年のメジャー新人最多となる26本塁打、60長打を記録。新人王は投票では5位に入った。
2004年は、開幕からしばらくのあいだ外腹斜筋を痛め、6月1日には打率が.220まで低迷するなど満足な打撃ができない状態だったが、シーズン中盤ころに復調。6月以降に限れば33本塁打（リーグ1位）、98打点（同2位）の好成績で、7月には13本塁打、30打点の活躍で月間MVPを受賞した。8月17日にはサイクル安打も記録している。シーズン通算では38本塁打・112打点という成績を残したが、これはいずれも1993年にラファエル・パルメイロが記録した37本塁打、105打点を上回り、一塁手としての球団新記録となった。二塁手のアルフォンソ・ソリアーノ、遊撃手のマイケル・ヤング、三塁手のハンク・ブレイロックと一塁手のテシェイラを併せたレンジャーズ内野陣は、4人の平均成績が打率.287、30本塁打、103打点という猛打で、前年まで4年連続最下位だったチームを首位と5ゲーム差の3位にまで押し上げる原動力となった。シーズン終了後には初のシルバースラッガー賞受賞も果たしている。
2005年はオールスターゲームに初選出。ホームランダービーにも出場したが1回戦敗退。この年は162試合にフル出場し、スイッチヒッターとしては歴代最多の144打点、同じく歴代4位の43本塁打を記録した。シーズン終了後には前年に続き2年連続でシルバースラッガー賞を受賞しただけでなく、デビュー以来年々向上させてリーグトップクラスにまで成長した一塁守備も高く評価され、ゴールドグラブ賞を初受賞した。また、史上5人目となるメジャー3年目での通算100本塁打も9月6日の試合で達成している。
こうしてメジャーで3年を過ごしたテシェイラは年俸調停権を得たが、その後レンジャーズと2年1,540万ドルという条件で契約延長に合意し調停を回避。
2006年開幕の3月に開催された第1回ワールド・ベースボール・クラシック（WBC）のアメリカ合衆国代表に選出された。同大会では、15打数無安打に終わる。
シーズンでは、6月終了時点で本塁打はわずか8本にとどまっていたが、8月と9月にそれぞれ9本塁打ずつ放つなど、オールスターゲーム終了後の後半戦ではリーグ最多の24本塁打を打って復調し、最終的には33本塁打を記録した。

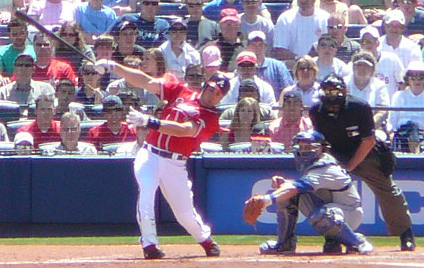
ブレーブス時代のテシェイラ（2008年）

2007年夏には、2年契約の最終年となるレンジャーズは新たに8年1億4000万ドルという大型契約をテシェイラ側に打診するが、テシェイラと彼の代理人スコット・ボラスはこれを拒否。レンジャースのオーナーを務めるトム・ヒックスは「もしこのオファーが受け入れられないと言うのなら、他球団との交渉次第では今すぐにでもテシェイラをトレードに出すし、そうでなくともシーズン終了後にはどっちみちトレードだ」とボラスに告げたが効果はなく、レンジャーズはこの結果を受けて他球団とのトレード交渉に乗り出す。

### ブレーブス時代
テシェイラの獲得にはアリゾナ・ダイヤモンドバックスやロサンゼルス・エンゼルス・オブ・アナハイムも名乗りを挙げたが、移籍先は最終的にアトランタ・ブレーブスに決定。7月31日、テシェイラは同僚のロン・メイヘイとともに、ジャロッド・サルタラマッキアなど若手5選手とのトレードでブレーブスへ移籍した。この時点でブレーブスは、ナショナルリーグ東地区首位から3.5ゲーム差の3位につけていた。
新天地での初出場となった8月1日のアストロズ戦では、4番・一塁として先発出場し3点本塁打を含む4打点を挙げる。以降も打ち続け、8月は打率.315、10本塁打、32打点、OPS1.043という成績で月間MVPを受賞。続く9月のシーズン終了までを含む移籍後の成績は54試合で打率.317、17本塁打、56打点、OPS1.019と活躍し、シーズンを通して不振に喘いだアンドリュー・ジョーンズに代わり、主砲チッパー・ジョーンズの援護役となった。ただこの2か月間、ブレーブスは28勝27敗という平凡な成績に終わり、ポストシーズン進出は逃した。テシェイラはシーズン終了後、1年1250万ドルでブレーブスと契約延長。

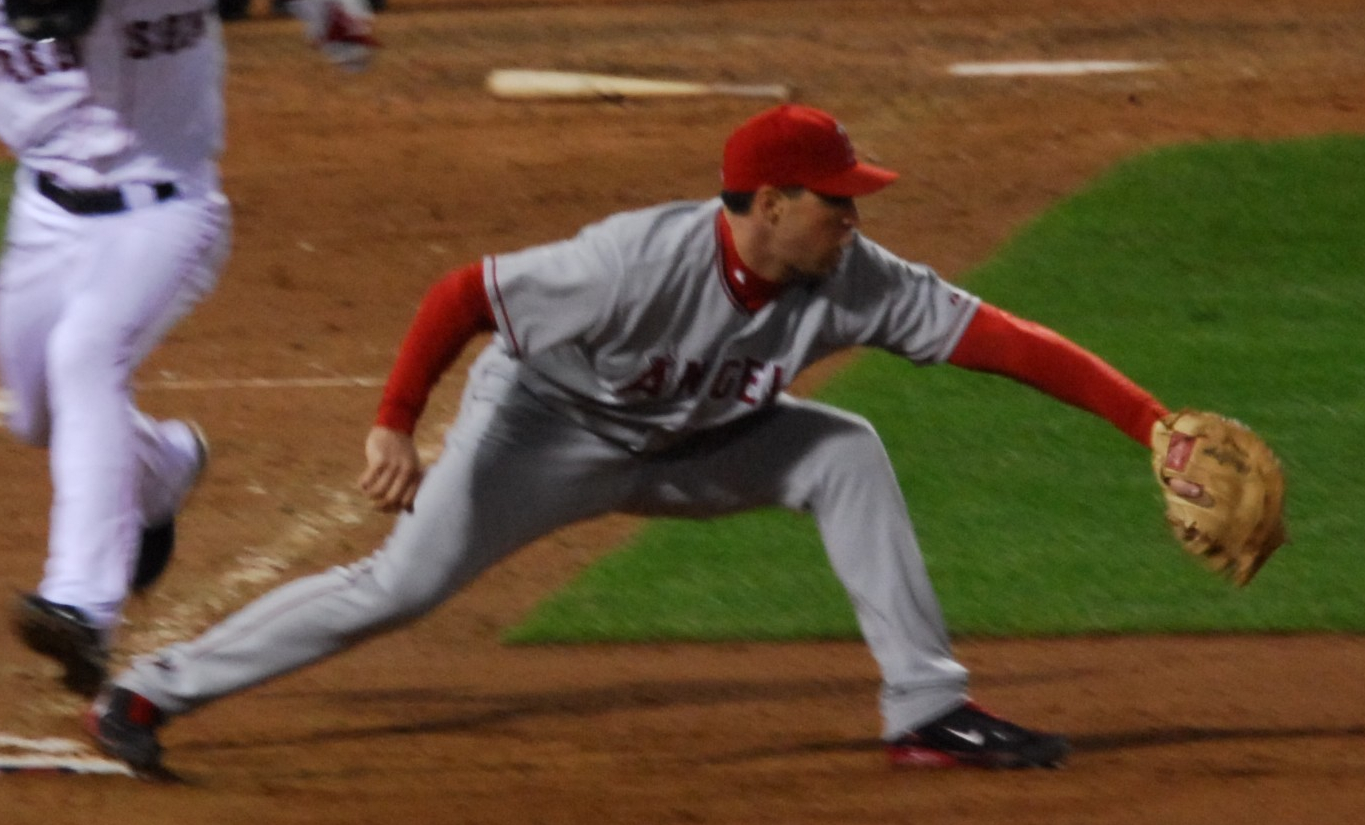
エンゼルスの一員として一塁守備に就く（2008年）

2008年も開幕から「4番・一塁手」として出場。ブレーブスはテシェイラの母校であるジョージア工科大学と同じジョージア州アトランタに本拠地を置き、彼自身もチームメイトのチッパーやジェフ・フランコーアと仲良くなるなど、彼を取り巻く環境は恵まれたものだった。ただブレーブスは7月11日の時点で地区首位から7.5ゲーム差に離されており、この年限りで契約が切れるテシェイラが放出される可能性は十分にあった。

### エンゼルス時代
2008年7月29日、テシェイラはケイシー・コッチマンら計2選手とのトレードでロサンゼルス・エンゼルス・オブ・アナハイムへ移籍する。アメリカンリーグ西地区首位のエンゼルスはこの時点でのチーム総得点数がリーグ9位と打線が弱く、その点で強打者のテシェイラを獲得したこのトレードは球界関係者から高く評価された。テシェイラはその期待に応え、移籍後54試合に出場し打率.358、13本塁打、43打点、OPS1.081を記録。移籍前からチームが独走していたこともあり、自身初となるポストシーズン出場も果たした。
そのポストシーズンでは、レッドソックスと対戦した地区シリーズで4試合に出場。.467の高打率を記録したものの長打は1本もなく、打点も1にとどまる。チームはレッドソックスに1勝3敗で敗れてシーズンを終えた。
シーズン終了後、1年契約が満了となったテシェイラはFAに。彼に対し、残留を望むエンゼルスのほかにもヤンキースやレッドソックス、テシェイラの地元メリーランド州に本拠地を置くボルチモア・オリオールズ、同州に隣接するワシントンD.C.のワシントン・ナショナルズなどが獲得に乗り出した。

### ヤンキース時代

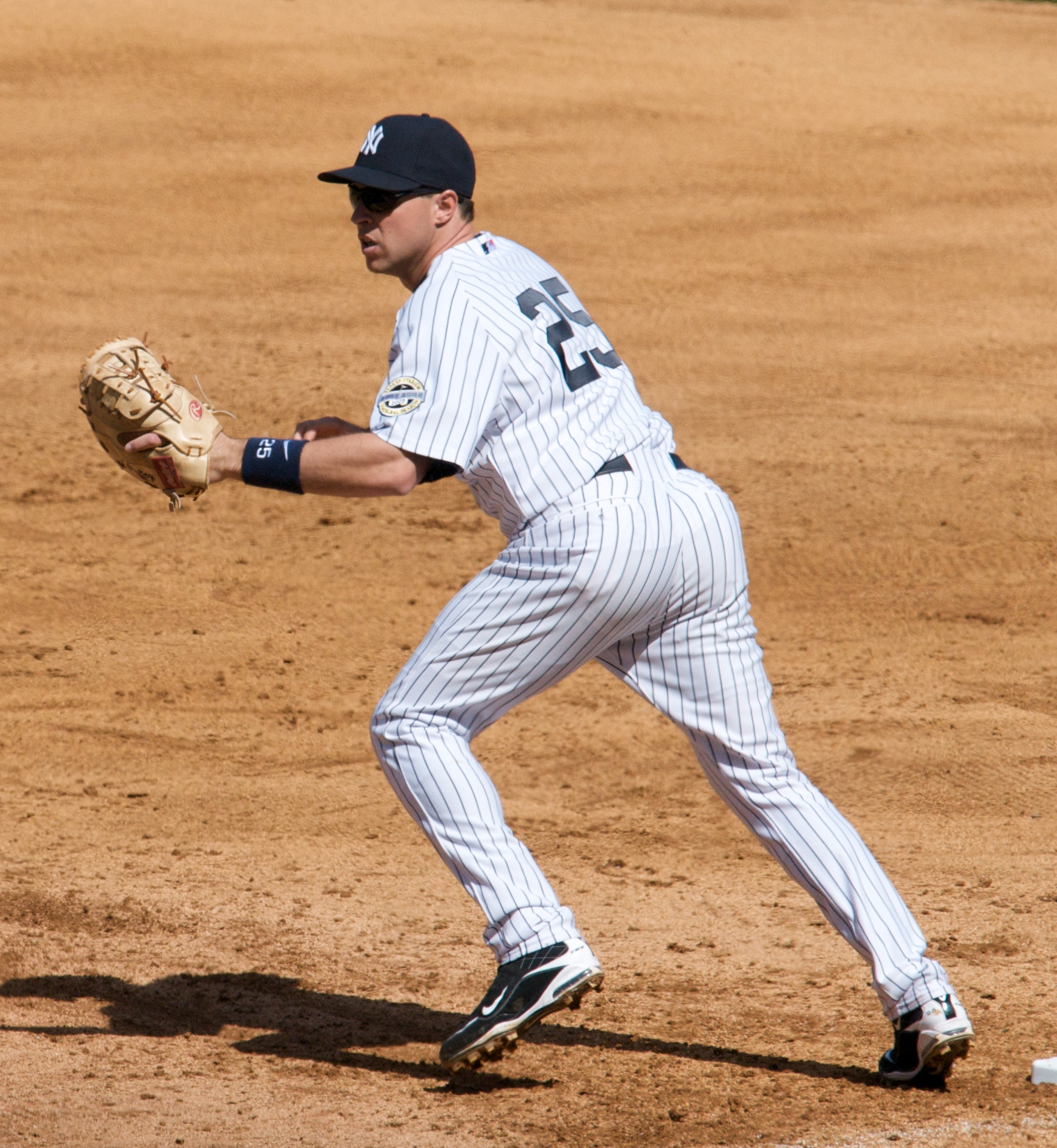
ヤンキースの一員として一塁守備に就く（2009年）

2008年12月23日、テシェイラはヤンキースと8年1億8,000万ドルで合意。2009年1月6日に入団が正式に発表された。テシェイラは、レンジャーズ時代、憧れのマッティングリーと同じ背番号23番を着用していたが、ヤンキースの23番はマッティングリー本人の永久欠番であるため、テシェイラは25番を選んだ。

ヤンキースはこのシーズンの開幕戦をオリオールズの本拠地球場オリオール・パーク・アット・カムデン・ヤーズで行うことになっており、ヤンキース入団を選んだテシェイラに対してボルチモアのファンは辛辣な野次を浴びせた。テシェイラは4月の1か月間を打率.200で終える不振に陥る。この時点で出塁率は.367と高く、勝負を避けられる傾向にあった。しかし5月に入ってアレックス・ロドリゲスが故障から復帰し4番打者となると、3番打者のテシェイラが勝負を避けられることはなくなり、同時に打撃も復調。最終的には39本塁打、122打点で本塁打王・打点王の二冠を獲得した。また守備面でもテシェイラの広い守備範囲によって、二塁手のロビンソン・カノが二塁寄りに、遊撃手のデレク・ジーターが三塁寄りに、それぞれ動けるようになり、結果としてヤンキースの内野守備が向上することとなった。MVP投票ではジョー・マウアーに次ぐ2位であった。ヤンキースはこの年、新加入のテシェイラやCC・サバシアらの活躍もあり、ワールドシリーズを制覇。
テシェイラも自身初の世界一となった。
2010年は、7月10日まで打率が.250を超えない状態が続くなど打撃で精彩を欠き、7年連続の30本塁打、100打点こそ達成したものの、最終的なシーズン打率はルーキーイヤーの.259をも下回る自己最低の.256に留まった。ポストシーズンでは、リーグ優勝決定シリーズで古巣レンジャーズと対戦。テシェイラは相手投手陣の前に4試合14打数で無安打とほぼ完璧に封じ込まれた挙句、第4戦で内野ゴロを放って一塁に向かう途中に右ハムストリングを痛めて途中退場となった。全治6-8週間と診断されたテシェイラは翌日にロースターを外れてシーズン終了、ヤンキースもレンジャーズに2勝4敗で敗れてワールドシリーズ連覇を逃した。このシリーズでヤンキースを下したレンジャーズの主力選手のうち、全6試合に「1番・遊撃手」として先発出場して打率.333、4盗塁という成績を残したエルビス・アンドラスと、3試合3イニング無失点の抑え投手ネフタリ・フェリスは、2007年夏のトレードでテシェイラの交換相手としてブレーブスからレンジャーズへ移籍した選手だった。
2011年は、6月11日にインディアンス戦でロベルト・ヘルナンデスから死球をうけ乱闘になりかけた。この際、両監督も口論となった。故障で出場試合99試合に留まったアレックス・ロドリゲスに代わって、4番に座る事も多かった。最終的に、自己最低の打率.248ながら、ア・リーグ3位の39本塁打を記録した。
2012年は故障で40試合近く欠場し、規定打席には間に合ったものの本塁打数、OPSでキャリアワースト、打率もキャリアで2番目に低い数字に終わり、低調なシーズンだった。
2013年開幕前には、第3回WBCのアメリカ代表に選出された

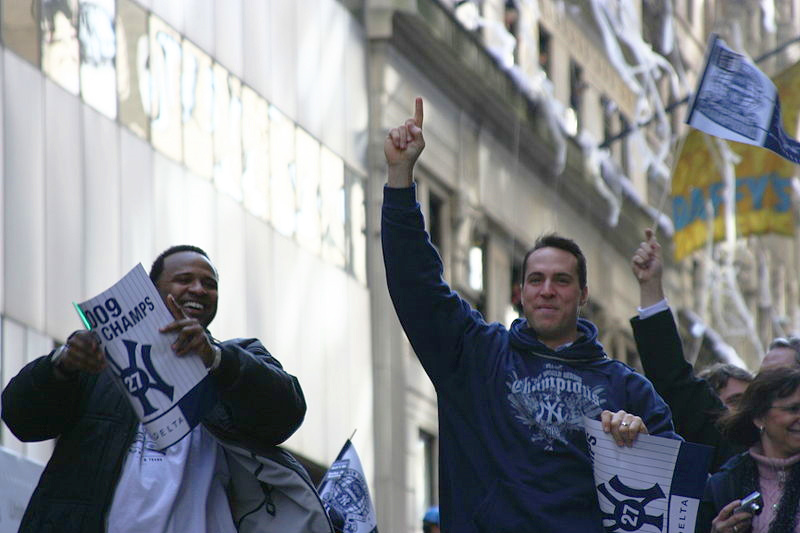
ヤンキースの優勝パレード（左はCC・サバシア）

が、3月5日のシカゴ・ホワイトソックスとの練習試合前の打撃練習で右手首を負傷し代表から離脱した。

開幕後は故障者リスト入りし、5月14日には60日間の故障者リストに入ったが、5月31日に復帰。しかし6月15日に手首の故障を悪化させ、翌日に炎症を治すためにコルチゾン注射を受け、6月18日に再び15日間の故障者リスト入りした。6月26日、右手首の手術を行うことを発表し、回復まで6ヶ月かかる見込みで、シーズン中の復帰は絶望的となった。オフの11月4日に故障者リストから外れた。出場は15試合に留まり、メジャー11年目で初めて規定打席に到達できず、成績はキャリアワーストに終わった。

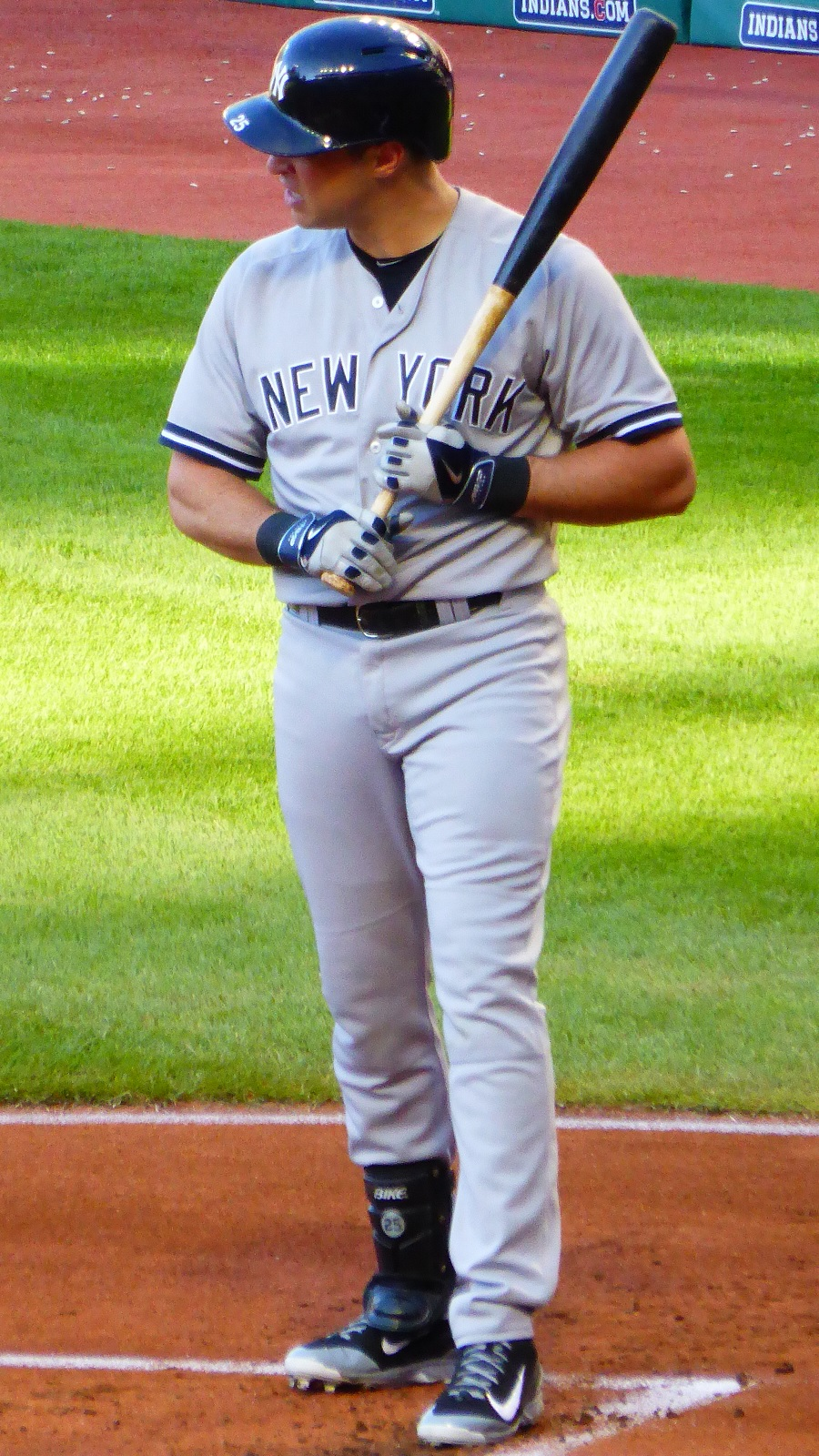
ヤンキース時代
（2014年7月8日）

2014年は故障から復帰し、スプリングトレーニングに参加。13試合に出場し、打率.086だった。シーズンは開幕ロースター入りしたが、4月4日のトロント・ブルージェイズ戦で右ハムストリングを痛め、4月5日に15日間の故障者リスト入りした。4月20日に復帰した。復帰後は、主に4番打者を務めた｡ギリギリで2年ぶりの規定到達を果たしたものの、規定到達したシーズンでは打撃部門のほぼ全ての項目でキャリアワーストの成績となり、復活のシーズンとはならなかった。
2015年は、打率こそ.270を超える事はなかったものの、久々に快調に本塁打を生産し、8月15日までに31本塁打を記録していた。しかし、8月17日に自打球で負傷すると、結局DL入り する羽目になり、そのままシーズンを終えた。故障の影響もあって規定打席には到達しなかったものの、チーム2位の31本塁打・同3位の79打点を記録。4年ぶりの30本塁打、6年ぶりのOPS9割以上を記録し、戦線離脱するまでは主砲の1人としてチームに貢献した。高い守備力も健在で、3失策、守備率.997・DRS+5という好成績を記録した。本人は復調の要因について、グルテンフリー・ダイエットによる減量の成功を挙げている。また、別のインタビューでは「四球と本塁打でシフトに答えを出す」とも述べており、単打を捨て長打と四球のみを狙うという割り切りも功を奏した。
2016年7月3日、両打ちの打者としては史上5人目となる通算400本塁打を記録した。8月5日に今シーズン限りでの現役引退を表明。この年も衰え、不調、故障等の影響で116試合の出場に留まり、100試合以上に出場したシーズンとしてはいずれも自己ワーストの打率.204、15本塁打、44打点、OPS.654だったが、一塁の守備（110試合）では3失策、守備率.997、DRS+2という成績を残した。

## 選手としての特徴
2003年のメジャーデビュー以降、2010年までの8年間で平均34.4本塁打、113.3打点、OPS.913を記録している強打者。堅実な一塁守備で、ゴールドグラブ賞も過去5回受賞している。一塁手以外に三塁手・左翼手・右翼手としての出場経験がある。2010年以降は低打率に苦しめられており、これは同年以降BABIPが落ち込んでいることが原因とされている。引っ張り方向の打球の割合が通算52%と、左右両打席とも打球を引っ張ることが多い。プルヒッターのテシェイラに対して相手チームが極端な守備シフトを敷くことが増え、それに対応できていないことが顕著になっていた。2015年以降は前述の通り「四球と本塁打でシフトに答えを出す」として、単打を捨て長打と四球のみを狙うという割り切りにより、シフトを克服しつつある。

## 人物
三児（二男一女）の父。母親はイタリア系アメリカ人、父方の祖父はポルトガル系ガイアナ人であり、Teixeiraという姓はポルトガル系のものである。趣味は狩猟、ゴルフ、読書、釣り、ブロードウェイ鑑賞、映画鑑賞。

### 表記揺れ
ラストネームのen:Teixeiraは元来ポルトガル姓であり、イベリアポルトガル語での発音は[tɐjˈʃɐjɾɐ]で、日本語表記は「テイシェイラ」 となる。
MLB.comによる英語発音リスペリングは/tuh-SHARE-uh/（[təˈʃɛrə]） で、日本語表記は「テシェアラ」或いは「タシェアラ」、「シェア」の部分を長音に置き換えて「テシェーラ」或いは「タシェーラ」などが近い表記になる。
NHKは、MLB選手については「タシェアラ」という表記を使い続けたが、他方で同じ綴りの犯人が逮捕されたニュースでは、「テシェイラ」の表記を使うなど、局内でも統一されていない。

## 詳細情報

### 年度別打撃成績
| 年 度      | 球 団      | 試 合 | 打 席 | 打 数 | 得 点 | 安 打 | 二 塁 打 | 三 塁 打 | 本 塁 打 | 塁 打 | 打 点 | 盗 塁 | 盗 塁 死 | 犠 打 | 犠 飛 | 四 球 | 敬 遠 | 死 球 | 三 振 | 併 殺 打 | 打 率 | 出 塁 率 | 長 打 率 | O P S |
| ---------- | ---------- | ----- | ----- | ----- | ----- | ----- | -------- | -------- | -------- | ----- | ----- | ----- | -------- | ----- | ----- | ----- | ----- | ----- | ----- | -------- | ----- | -------- | -------- | ----- |
| 2003       | TEX        | 146   | 589   | 529   | 66    | 137   | 29       | 5        | 26       | 254   | 84    | 1     | 2        | 0     | 2     | 44    | 5     | 14    | 120   | 14       | .259  | .331     | .480     | .811  |
| 2004       | TEX        | 145   | 625   | 545   | 101   | 153   | 34       | 2        | 38       | 305   | 112   | 4     | 1        | 0     | 2     | 68    | 12    | 10    | 117   | 6        | .281  | .370     | .560     | .929  |
| 2005       | TEX        | 162   | 730   | 644   | 112   | 194   | 41       | 3        | 43       | 370   | 144   | 4     | 0        | 0     | 3     | 72    | 5     | 11    | 124   | 18       | .301  | .379     | .575     | .954  |
| 2006       | TEX        | 162   | 727   | 628   | 99    | 177   | 45       | 1        | 33       | 323   | 110   | 2     | 0        | 0     | 6     | 89    | 12    | 4     | 128   | 17       | .282  | .371     | .514     | .886  |
| 2007       | TEX        | 78    | 335   | 286   | 48    | 85    | 24       | 1        | 13       | 150   | 49    | 0     | 0        | 0     | 1     | 45    | 10    | 3     | 66    | 5        | .297  | .397     | .524     | .921  |
| 2007       | ATL        | 54    | 240   | 208   | 38    | 66    | 9        | 1        | 17       | 128   | 56    | 0     | 0        | 0     | 1     | 27    | 3     | 4     | 46    | 2        | .317  | .404     | .615     | 1.020 |
| '07計      | ATL        | 132   | 575   | 494   | 86    | 151   | 33       | 2        | 30       | 278   | 105   | 0     | 0        | 0     | 2     | 72    | 13    | 7     | 112   | 7        | .306  | .400     | .563     | .963  |
| 2008       | ATL        | 103   | 451   | 381   | 63    | 108   | 27       | 0        | 20       | 195   | 78    | 0     | 0        | 0     | 2     | 65    | 9     | 3     | 70    | 13       | .283  | .390     | .512     | .902  |
| 2008       | LAA        | 54    | 234   | 193   | 39    | 69    | 14       | 0        | 13       | 122   | 43    | 2     | 0        | 0     | 5     | 32    | 4     | 4     | 23    | 4        | .358  | .449     | .632     | 1.081 |
| '08計      | LAA        | 157   | 685   | 574   | 102   | 177   | 41       | 0        | 33       | 317   | 121   | 2     | 0        | 0     | 7     | 97    | 13    | 7     | 93    | 17       | .308  | .410     | .552     | .962  |
| 2009       | NYY        | 156   | 707   | 609   | 103   | 178   | 43       | 3        | 39       | 344   | 122   | 2     | 0        | 0     | 5     | 81    | 9     | 12    | 114   | 13       | .292  | .383     | .565     | .948  |
| 2010       | NYY        | 158   | 712   | 601   | 113   | 154   | 36       | 0        | 33       | 289   | 108   | 0     | 1        | 0     | 5     | 93    | 6     | 13    | 122   | 15       | .256  | .365     | .481     | .846  |
| 2011       | NYY        | 156   | 684   | 589   | 90    | 146   | 26       | 1        | 39       | 291   | 111   | 4     | 1        | 0     | 8     | 76    | 3     | 11    | 110   | 12       | .248  | .341     | .494     | .835  |
| 2012       | NYY        | 123   | 524   | 451   | 66    | 113   | 27       | 1        | 24       | 214   | 84    | 2     | 1        | 0     | 12    | 54    | 1     | 7     | 83    | 11       | .251  | .332     | .475     | .807  |
| 2013       | NYY        | 15    | 63    | 53    | 5     | 8     | 1        | 0        | 3        | 18    | 12    | 0     | 0        | 0     | 1     | 8     | 2     | 1     | 19    | 1        | .151  | .270     | .340     | .609  |
| 2014       | NYY        | 123   | 508   | 440   | 56    | 95    | 14       | 0        | 22       | 175   | 62    | 1     | 1        | 0     | 4     | 58    | 3     | 6     | 109   | 13       | .216  | .313     | .398     | .711  |
| 2015       | NYY        | 111   | 462   | 392   | 57    | 100   | 22       | 0        | 31       | 215   | 79    | 2     | 0        | 0     | 5     | 59    | 6     | 6     | 85    | 7        | .255  | .357     | .548     | .906  |
| 2016       | NYY        | 116   | 438   | 387   | 43    | 79    | 16       | 0        | 15       | 140   | 44    | 2     | 0        | 0     | 2     | 47    | 1     | 2     | 105   | 7        | .204  | .292     | .362     | .654  |
| 通算：14年 | 通算：14年 | 1862  | 8029  | 6936  | 1099  | 1862  | 408      | 18       | 409      | 3533  | 1298  | 26    | 7        | 0     | 64    | 918   | 91    | 111   | 1441  | 158      | .268  | .360     | .509     | .869  |

- 各年度の太字はリーグ最高

### WBCでの打撃成績
| 年 度 | 代 表          | 試 合 | 打 席 | 打 数 | 得 点 | 安 打 | 二 塁 打 | 三 塁 打 | 本 塁 打 | 塁 打 | 打 点 | 盗 塁 | 盗 塁 死 | 犠 飛 | 四 球 | 敬 遠 | 死 球 | 三 振 | 併 殺 打 | 打 率 | 出 塁 率 | 長 打 率 |
| ----- | -------------- | ----- | ----- | ----- | ----- | ----- | -------- | -------- | -------- | ----- | ----- | ----- | -------- | ----- | ----- | ----- | ----- | ----- | -------- | ----- | -------- | -------- |
| 2006  | アメリカ合衆国 | 4     | 15    | 15    | 0     | 0     | 0        | 0        | 0        | 0     | 0     | 1     | 0        | 0     | 0     | 0     | 0     | 4     | 1        | .000  | .000     | .000     |

### 年度別守備成績
内野守備
| 年 度 | 球 団 | 一塁（1B） | 一塁（1B） | 一塁（1B） | 一塁（1B） | 一塁（1B） | 一塁（1B） | 三塁（3B） | 三塁（3B） | 三塁（3B） | 三塁（3B） | 三塁（3B） | 三塁（3B） |
| 年 度 | 球 団 | 試 合      | 刺 殺      | 補 殺      | 失 策      | 併 殺      | 守 備 率   | 試 合      | 刺 殺      | 補 殺      | 失 策      | 併 殺      | 守 備 率   |
| ----- | ----- | ---------- | ---------- | ---------- | ---------- | ---------- | ---------- | ---------- | ---------- | ---------- | ---------- | ---------- | ---------- |
| 2003  | TEX   | 116        | 931        | 71         | 4          | 95         | .996       | 15         | 10         | 20         | 7          | 0          | .811       |
| 2004  | TEX   | 142        | 1210       | 98         | 10         | 114        | .992       | -          | -          | -          | -          | -          | -          |
| 2005  | TEX   | 155        | 1377       | 101        | 3          | 126        | .998       | -          | -          | -          | -          | -          | -          |
| 2006  | TEX   | 159        | 1480       | 88         | 4          | 158        | .997       | -          | -          | -          | -          | -          | -          |
| 2007  | TEX   | 74         | 614        | 47         | 1          | 74         | .998       | -          | -          | -          | -          | -          | -          |
| 2007  | ATL   | 54         | 494        | 30         | 4          | 46         | .992       | -          | -          | -          | -          | -          | -          |
| '07計 | ATL   | 128        | 1108       | 77         | 5          | 120        | .996       | -          | -          | -          | -          | -          | -          |
| 2008  | ATL   | 102        | 963        | 65         | 2          | 85         | .998       | -          | -          | -          | -          | -          | -          |
| 2008  | LAA   | 51         | 431        | 34         | 3          | 45         | .994       | -          | -          | -          | -          | -          | -          |
| '08計 | LAA   | 153        | 1394       | 99         | 5          | 130        | .997       | -          | -          | -          | -          | -          | -          |
| 2009  | NYY   | 152        | 1222       | 49         | 4          | 110        | .997       | -          | -          | -          | -          | -          | -          |
| 2010  | NYY   | 149        | 1227       | 80         | 3          | 137        | .998       | -          | -          | -          | -          | -          | -          |
| 2011  | NYY   | 147        | 1229       | 73         | 4          | 114        | .997       | -          | -          | -          | -          | -          | -          |
| 2012  | NYY   | 119        | 985        | 69         | 1          | 91         | .999       | -          | -          | -          | -          | -          | -          |
| 2013  | NYY   | 14         | 100        | 8          | 0          | 9          | 1.000      | -          | -          | -          | -          | -          | -          |
| 2014  | NYY   | 117        | 915        | 66         | 6          | 73         | .994       | -          | -          | -          | -          | -          | -          |
| 2015  | NYY   | 108        | 897        | 48         | 3          | 76         | .997       | -          | -          | -          | -          | -          | -          |
| 2016  | NYY   | 110        | 867        | 39         | 3          | 65         | .997       | -          | -          | -          | -          | -          | -          |
| MLB   | MLB   | 1769       | 14942      | 966        | 55         | 1418       | .997       | 15         | 10         | 20         | 7          | 0          | .811       |

外野守備
| 年 度 | 球 団 | 左翼（LF） | 左翼（LF） | 左翼（LF） | 左翼（LF） | 左翼（LF） | 左翼（LF） | 右翼（RF） | 右翼（RF） | 右翼（RF） | 右翼（RF） | 右翼（RF） | 右翼（RF） |
| 年 度 | 球 団 | 試 合      | 刺 殺      | 補 殺      | 失 策      | 併 殺      | 守 備 率   | 試 合      | 刺 殺      | 補 殺      | 失 策      | 併 殺      | 守 備 率   |
| ----- | ----- | ---------- | ---------- | ---------- | ---------- | ---------- | ---------- | ---------- | ---------- | ---------- | ---------- | ---------- | ---------- |
| 2003  | TEX   | 14         | 14         | 0          | 1          | 0          | .933       | 11         | 15         | 0          | 0          | 0          | 1.000      |
| 2004  | TEX   | -          | -          | -          | -          | -          | -          | 7          | 8          | 0          | 0          | 0          | 1.000      |
| MLB   | MLB   | 14         | 14         | 0          | 1          | 0          | .933       | 18         | 23         | 0          | 0          | 0          | 1.000      |

- 各年度の太字年はゴールドグラブ賞受賞

### タイトル
- 本塁打王：1回（2009年）
- 打点王：1回（2009年）

### 表彰
- シルバースラッガー賞（一塁手部門）：3回（2004年、2005年、2009年）
- ゴールドグラブ賞（一塁手部門）：5回（2005年、2006年、2009年、2010年、2012年）
- フィールディング・バイブル・アワード：1回（2012年）
- プレイヤー・オブ・ザ・マンス：2回（2004年7月、2007年8月）
- Topps ルーキーオールスターチーム（英語版）（2003年）[43]

### 記録
- MLBオールスターゲーム選出：3回（2005年、2009年、2015年）
- サイクル安打：1回（2004年8月17日）
- 通算409本塁打（スイッチヒッターとして歴代5位）
- 通算1298打点（スイッチヒッターとして歴代10位）
- 通算835長打（スイッチヒッターとして歴代4位）
- 通算左右打席本塁打：14回（歴代1位タイ、ニック・スウィッシャーと並ぶ）
- シーズン144打点（2005年、スイッチヒッターとして歴代1位）

### 背番号
- 23（2003年 - 2007年途中）
- 24（2007年途中 - 2008年途中）
- 25（2008年途中 - 2016年）

### 代表歴
- 2006 ワールド・ベースボール・クラシック・アメリカ合衆国代表